# Plinius der Jüngere

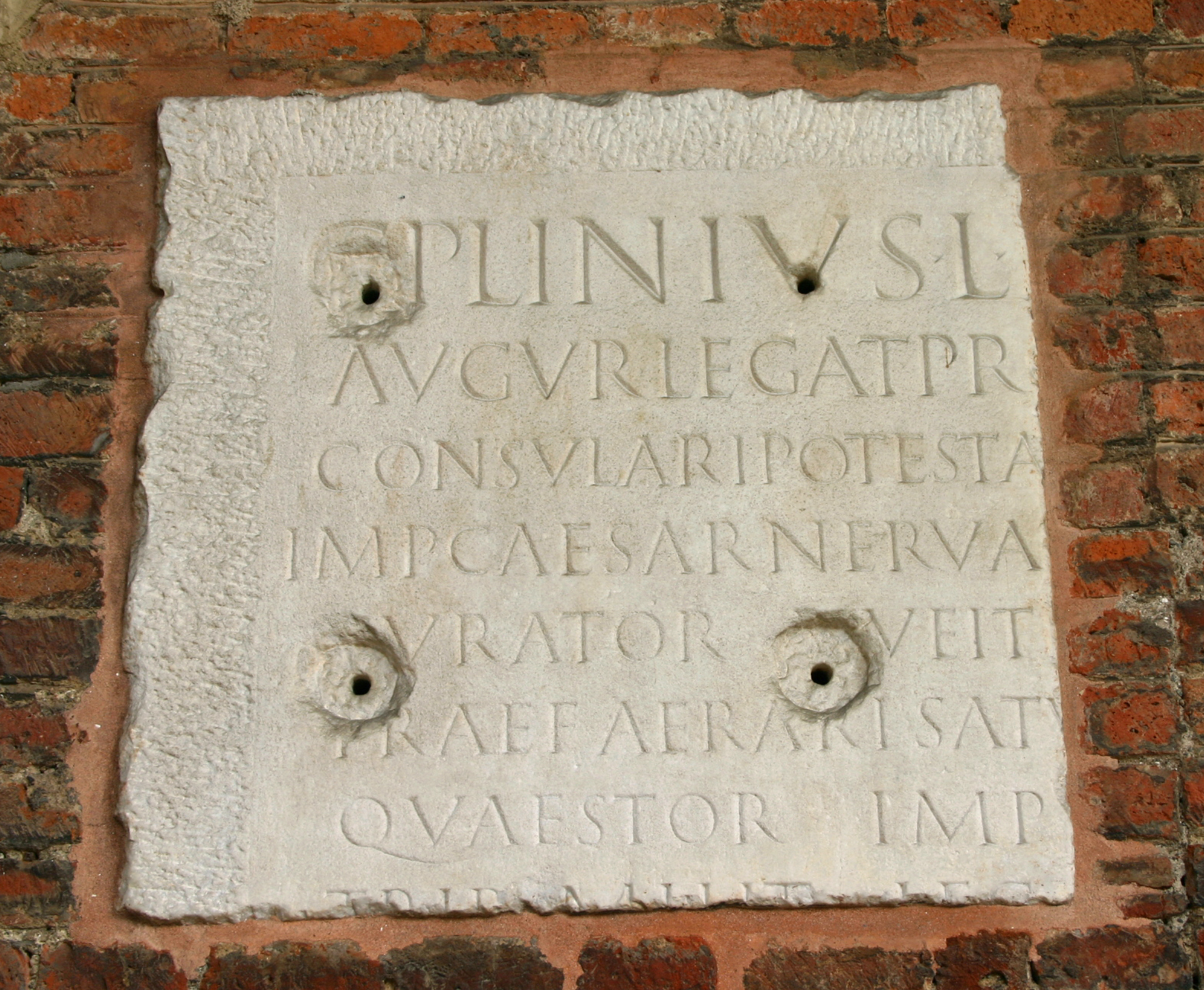
Überreste einer antiken Ehreninschrift für Plinius den Jüngeren in der Basilica di Sant’Ambrogio in Mailand, 2. Jahrhundert

Gaius Plinius Caecilius Secundus, auch Plinius der Jüngere, lateinisch Plinius minor (* zwischen 25. August 61 und 24. August 62 in Novum Comum, jetzt Como, Oberitalien; † um 113 oder 115 wahrscheinlich in der Provinz Bithynia et Pontus), war Anwalt und Senator in der römischen Kaiserzeit unter den Herrschern Domitian, Nerva und Trajan. Wie sein Onkel, der Naturforscher Plinius der Ältere, ist er für die Nachwelt vor allem wegen seines teilweise überlieferten schriftstellerischen Werkes, hauptsächlich der Plinius-Briefe, bedeutsam geblieben.
Die von Plinius dem Jüngeren zu Lebzeiten herausgegebenen Briefe stellen ein wichtiges Zeugnis für das Leben und Denken in führenden Kreisen Roms während dieser Phase des Prinzipats dar. Größere Bekanntheit erlangte neben seiner Schilderung des Vesuvausbruchs im Jahr 79 (daher der geologische Begriff Plinianische Eruption) auch sein postum erschienener Briefwechsel als Statthalter der Provinz Bithynien-Pontus mit Kaiser Trajan. Diese Korrespondenz ist eine erstrangige historische Quelle zu Aspekten der damaligen römischen Provinzverwaltung.

## Neffe des älteren Plinius
Plinius wurde wahrscheinlich im Jahr 61 oder 62 als Gaius Caecilius in Novum Comum, dem heutigen Como, in Oberitalien geboren, das zu Zeiten Gaius Iulius Caesars zur Kolonie römischer Bürger (colonia civium Romanorum) erhoben worden war. Seine Mutter war die Schwester des Älteren Plinius, sein Vater wahrscheinlich der in einer Inschrift aus Como genannte Lucius Caecilius Secundus. Die dem Ritterstand angehörige Familie besaß rund um den Comer See (Larius Lacus) eine Reihe von Landgütern und Villen (siehe Villen Plinius’ des Jüngeren am Comer See).
Nach dem wahrscheinlich frühen Tod des Vaters nahm der Onkel den Sohn der Schwester unter seine Obhut. Der prägende Eindruck, den dieser Verwandte bei dem Heranwachsenden hinterließ, geht aus seinen publizierten Briefen deutlich hervor. Plinius der Ältere war bereits in jungen Jahren nach Rom und in Kontakt mit den führenden Familien der Metropole gekommen, hatte sich dem Studium vor allem der stoischen Philosophie gewidmet und bei häufigen Besuchen im botanischen Garten eines griechischen Arztes ein nachhaltiges Interesse an naturkundlichen Fragen entwickelt. Nach dem Jahr 52 trieb er ausgiebige Studien und verfasste mehrere Werke, darunter die das verfügbare Wissen seiner Zeit zusammentragende Naturkunde in 37 Büchern. Arbeitseinsatz und Zeiteinteilung des Onkels schildert Plinius der Jüngere detailliert und nach Art eines unerreichbaren Vorbilds:

„Von den Vulcanalien [am 22. August] an begann er gleich tief in der Nacht bei Licht zu arbeiten, […] winters um die siebte oder spätestens achte, oft auch schon um die sechste Nachtstunde; Schlaf stand ihm freilich zu jeder Zeit zu Gebote, befiel und verließ ihn bisweilen sogar beim Studieren. Vor Tagesanbruch ging er zum Kaiser Vespasian, denn auch der war ein Nachtarbeiter, von da zu dem ihm aufgetragenen Dienst. Nach Hause zurückgekehrt, widmete er, was er an Zeit erübrigte, den Studien.“

Einen scharfen Geist, großen Fleiß und ein hohes Maß an Wachheit bescheinigt der Jüngere dem Onkel. Für Ortswechsel in Rom riet Plinius der Ältere seinem Neffen, eine Sänfte zu nutzen, statt sich auf Fußwege einzulassen, weil sonst Zeit für Studien verloren ginge. Auf Reisen hatte der Naturforscher stets einen Stenographen mit Buch und Schreibtafel zur Seite.

„Daher pflege ich zu lachen, wenn mich gewisse Leute einen fleißigen Gelehrten nennen, der ich im Vergleich zu ihm der größte Faulpelz [desidiosissimus] bin – doch etwa nur ich, den teils öffentliche Verpflichtungen, teils solche meinen Freunden gegenüber zersplittern? Wer von denen, die ihr ganzes Leben der Wissenschaft widmen, müßte nicht neben ihm gleichsam als Träumer und Nichtstuer erröten?“

Die Nähe zu Kaiser Vespasian verband sich für Plinius den Älteren mit der Übernahme diverser höherer Stellen in der Provinzverwaltung seit Anfang der 70er Jahre. Zuletzt wurde er im Jahre 77 Präfekt der kaiserlichen Flotte im westlichen Mittelmeer. In das zugehörige Hauptquartier von Misenum begleiteten ihn die Schwester und der Neffe.

## Augenzeuge des Vesuv-Ausbruchs

Schema einer plinianischen Eruption.
1: Aschewolke
2: Schlot
3: Aschenfall
4: Aschen- und Lavaschichten
5: Gesteinsschicht
6: Magmakammer

Der Vesuvausbruch des Jahres 79 wurde für Plinius den Jüngeren, der ihn als Augenzeuge aus der Nähe erlebte, zu einem biographischen Wendepunkt. Im Verlauf dieses mehrtägigen Ereignisses kam sein Onkel ums Leben, als er auf dem Seeweg versuchte, von der Eruption bedrohte Hilfesuchende zu evakuieren. Da Plinius der Ältere seinen Neffen testamentarisch adoptiert hatte, übernahm dieser fortan mit dem Namen Gaius Plinius Caecilius Secundus auch das Vermögen des Verstorbenen, seine Klientel und die von ihm gebahnten Zugänge zu den führenden Kreisen des Reiches.
Noch in anderer Hinsicht war sich Plinius später bei der Abfassung seiner Briefe der Bedeutung dieses Geschehens und der eigenen Rolle dabei im Hinblick auf die Mit- und Nachwelt bewusst. Dem befreundeten Historiker Tacitus schrieb er:

„Du wünschst, daß ich Dir das Ende meines Onkels beschreibe, damit Du es der Nachwelt wahrheitsgetreuer überliefern kannst. Ich danke Dir dafür; denn ich weiß, daß seinem Tod, falls er von Dir dargestellt wird, unsterblicher Ruhm beschieden ist. […] Ich für meine Person halte die Menschen für glücklich, denen es durch ein Geschenk der Götter gegeben wurde, entweder Beschreibenswertes zu tun oder Lesenswertes zu schreiben, für die glücklichsten aber diejenigen, denen beides zuteil wurde. Zu diesen wird mein Onkel durch seine Bücher und die Deinen gehören. Um so lieber übernehme, ja verlange ich sogar die Aufgabe, die Du mir überträgst.“

Die Schilderung der Ereignisse setzt ein am frühen Nachmittag des 24. Augusts, als der Naturforscher von seiner Schwester auf eine Wolke ganz ungewöhnlicher Art und Größe aufmerksam gemacht wird. Er beschließt, sich ihr mit Hilfe eines Schnellseglers zu Untersuchungszwecken zu nähern, und lädt den Neffen dazu mit ein; der aber zieht die Fortsetzung seiner Studien vor. Als eine am Fuß des Vesuvs wohnende Bekannte brieflich um Rettung auf dem Seeweg bittet, ändert Plinius der Ältere seinen Plan und steuert mit einem Vierruderer unmittelbar auf das Katastrophengebiet zu. Seine Beobachtungen des sich immer bedrohlicher darstellenden Naturphänomens diktiert er unter zunehmender Hitze, bei niedergehender Asche und von herabfallenden schwarzen Bimssteinbrocken bedroht, seinem Schreiber.
Der vorgesehene Landeplatz erweist sich als bereits verschüttet. Statt der erwogenen Umkehr weicht die Rettungsexpedition nun auf einen anderen erreichbaren Landungsplatz aus, wo Plinius der Ältere auf seine Umgebung mit beruhigenden Erklärungen einzuwirken sucht, badet, speist, dann auf vorteilhafteren Wind wartend sich demonstrativ gelassen schlafen legt – und stirbt. Als Idealbild des stoischen Weisen habe der Neffe den Onkel dargestellt, so Bütler: furchtlos und vernunftgeleitet; in menschlicher Solidarität und Hilfsbereitschaft der Pflicht gehorchend bis in den Tod.
Plinius der Jüngere war nach der Abfahrt des Onkels bei seinen Studien geblieben, hatte gebadet, gegessen und sich zur Ruhe gelegt, wird aber bald von Erdstößen geweckt, die weit über das in Kampanien schon gewohnte Maß hinausgehen. Mit der beunruhigten Mutter setzt er sich in den Vorbereich zwischen Haus und Meer und nimmt zu nächtlicher Stunde seine Studien mit einem Livius-Buch wieder auf. Als nach 6 Uhr morgens bei nur fahlem Licht allenthalben die Gebäudeeinsturzgefahr vor Augen tritt, entschließt man sich, Misenum zu verlassen, um sich außerhalb in Sicherheit zu bringen. Inmitten eines gefahrvollen Massengedränges, die Mutter mit sich ziehend, beobachtet Plinius ungekannte Phänomene wie das vom Erdbeben gleichsam aufgeschluckte, zurückgewichene Meer und eine Vielzahl auf dem Strand zurückgebliebener Meerestiere. Trotz Bitten der Mutter, sie zurückzulassen und allein so schnell wie möglich zu fliehen, weigert sich Plinius und zieht sie bei immer stärkerer Himmelsverfinsterung aus der Menge heraus und von der Straße weg, um nicht womöglich in der Dunkelheit mit ihr unter die Füße der panisch erregten Menge zu geraten. Plinius zieht hier eine Parallele zu Vergils Aeneis, in der Aeneas’ Vater Anchises darum bittet, im brennenden Troja zurückgelassen zu werden, damit Aeneas sich rette.

„Kaum erwägen wir dies, da ist es Nacht, nicht wie bei mondlosem oder wolkigem Himmel, sondern wie in einem geschlossenen Raum, wenn das Licht auslöscht. Man hörte das Geheul der Frauen, der Kinder Gewimmer, das Schreien der Männer; die einen suchten ihre Eltern, die anderen ihre Kinder, wieder andere ihre Gattinnen mit Rufen zu erreichen, am Rufen zu erkennen; diese bejammerten ihr Schicksal, jene das der Ihren; es gab solche, die in Todesangst den Tod herbeiwünschten; viele erhoben ihre Hände zu den Göttern, noch mehr behaupteten, es gebe jetzt keine Götter mehr und dies sei die ewigdauernde und letzte Nacht für die Welt.“

Als fernes Feuer wieder etwas Licht spendete, der Ascheregen nachließ und der Qualm sich in Rauch und Nebel auflöste, kehrte man nach Misenum zurück, wo unterdessen alles hoch mit Asche bedeckt war und auf Plinius wie eine dicke Schneeschicht wirkte. „Die Furcht behielt allerdings die Oberhand; denn das Erdbeben dauerte an, und sehr viele Leute, die den Verstand verloren hatten, trieben mit schrecklichen Weissagungen über ihr eigenes und fremdes Unglück ihr Spiel.“ Trotz der erlebten und weiter anhaltenden Gefahr harrten Plinius und seine Mutter in Misenum aus, solange das Schicksal des Onkels bzw. Bruders noch ungeklärt war.

## Anwalt und Richter
Mit 18 Jahren (etwa im Jahr 80) trat Plinius bereits als Gerichtsredner auf. Seine Schulausbildung hatte er in Rom erhalten. Unter seinen Lehrern war der berühmte Rhetoriklehrer Quintilian. Als fertiger Jurist heiratete er seine erste Frau, deren Name nicht bekannt ist. Seine zweite Frau war die Tochter der reichen Pompeia Celerina, aber bereits unter Nerva (96–98) war er wieder Witwer. Die dritte Ehe ging Plinius etwa im Jahr 100 mit Calpurnia ein, an die mehrere seiner Briefe gerichtet sind. Etwa gleichzeitig mit seinen Anfängen als Gerichtsredner gelangte Plinius als decemvir stlitibus iudicandis in sein erstes öffentliches Amt und war dadurch auch mit der Schlichtung zivilrechtlicher Streitfragen befasst. Wie die anderen Ämter des Vigintivirats stand es üblicherweise am Beginn der Laufbahn eines späteren Senators.
Auf seine Erfahrungen im Rechtswesen geht Plinius in den publizierten Briefen mehrfach ein. Bei den eigenen Plädoyers kam es ihm vornehmlich darauf an, durch Gründlichkeit und Ausführlichkeit in der Behandlung der Materie zu überzeugen. „Denn um zu gefallen und zu überzeugen, braucht es rednerische Fülle und Zeit; den Stachel im Herz der Hörer aber zurücklassen kann nur der, welcher nicht nur ritzt, sondern tief einbohrt.“ Pflichtvergessen handle, wer nur oberflächlich und kurz berühre, was eingeprägt, festgehalten und wiederholt werden müsse. Zwar gelte es auch dabei, Maß zu halten, aber in beiden Richtungen: Wer hinter seinem Gegenstand zurückbleibe, ihn nicht ausschöpfe, halte das Maß ebenso wenig wie der darüber Hinausgehende, den Stoff Aufbauschende.
Höchst unzufrieden zeigt sich Plinius mit einem Trend, die Redezeit vor Gericht immer stärker zu verkürzen auf zwei, eine oder gar nur eine halbe Wasseruhr:

„Denn diejenigen, die sprechen, wollen lieber plädiert haben als plädieren, und diejenigen, die zuhören, lieber fertig sein als sich eine Meinung bilden. So groß ist die Nachlässigkeit, so groß die Faulheit, so groß endlich die Geringschätzung der Arbeit und Risiken der Anwälte. Oder sind wir etwa weiser als unsere Vorfahren, gerechter sogar als die Gesetze, die so viele Stunden, so viele Sitzungen, so viele Vertagungen zulassen? Waren jene stumpf und ungewöhnlich langsam, sprechen wir klarer, begreifen wir schneller, richten wir gewissenhafter, die wir die Fälle in weniger Längen Wasseruhr durchjagen als jene früher Sitzungen brauchten, um sie auch nur darzulegen?“

Verbunden mit dem Hinweis darauf, öfter als Richter denn in anwaltlicher Funktion tätig zu sein, betont Plinius, er selbst bewillige stets das Höchstmaß der verlangten Redezeit. Man könne doch die Dimensionen eines Falls vor der Anhörung gar nicht abschätzen. Geduld sei die wichtigste Eigenschaft des Richters und ein grundlegender Bestandteil der Gerechtigkeit.
Das seinerzeitige Prozesswesen lag aber für Plinius insgesamt sehr im Argen. Viele seiner jüngeren Kollegen bezeichnet er als „obskure Jüngelchen“ (adulescentuli obscuri), die nicht, wie die vornehmsten jungen Leute früher, würdig in die Gerichtssphäre eingeführt würden, sondern ohne jeden Respekt dort einbrächen. Eine entsprechende Atmosphäre herrsche in der Gerichtshalle, wo Claqueure gekauft würden und von Verhandlung zu Verhandlung weiterzögen.

„Wenn Du einmal durch die Basilika schlenderst und wissen willst, wie gut oder schlecht der einzelne spricht, brauchst Du nicht erst aufs Tribunal zu steigen, brauchst nicht hinzuhören. Du errätst es leicht; der ist der schlechteste Redner, dem am lautesten applaudiert wird.“

Die bezahlten Claqueure verstünden zumeist nicht, worum es in der Verhandlung geht, und hörten ihrerseits gar nicht richtig zu, veranstalteten aber auf Zeichen einen endlosen Beifallssturm. Solche Zustände verleideten Plinius mehr und mehr die eigene Mitwirkung.

## Senator in Zeiten politischen Umbruchs
Die Ämter, die Plinius der Jüngere teils im Rahmen des cursus honorum vor und während seiner Zugehörigkeit zum römischen Senat durchlief, ihre Abfolge und die teils umstrittene zeitliche Einordnung stützen sich hauptsächlich auf Hinweise, die Plinius in seinen erhaltenen Veröffentlichungen selbst gegeben hat, sowie auf eine überlieferte Inschrift aus seiner Heimatstadt Como. Demnach war er nach dem Decemvirat im Herrschaftszeitraum Domitians (81–96) um 82 Militärtribun in Syrien, ca. 88 Quästor, etwa 92 Volkstribun und in einem der Folgejahre Prätor. Zur Zeit des Herrscherwechsels von Domitian zu Nerva (96–98) war er als praefectus aerarii militaris von 95–97 für die Verwaltung der Kasse zuständig, aus der die Pensionen für ausgediente Legionäre gezahlt wurden. Unter Trajan (98–117) wurde Plinius als praefectus aerarii Saturni 98–100 verantwortlich für das Aerarium, die Staatskasse, die im Saturntempel aufbewahrt wurde. Im Jahre 100 war er Suffektkonsul, parallel zum dritten aufeinanderfolgenden Konsulat des Kaisers Trajan. 103 amtierte Plinius als Augur und von 104 bis 107 hatte er die cura alvei Tiberis et cloacarum urbis inne, die Aufsicht über Flussbett und Wasserstände des Tibers sowie über die Abwasserleitungen in Rom.
Bedeutung und Vielfalt der bekleideten Ämter lassen erkennen, dass Plinius an die von seinem Onkel hergestellte Nähe zum flavischen Kaiserhaus anknüpfen konnte und dass er sich auch nach dem Machtwechsel von Domitian zum Adoptivkaisertum Nervas und Trajans eines besonderen Vertrauens der Herrscher erfreute. Die bruchlose Karriere hat ihm unter Geschichtsforschern teilweise aber auch Kritik eingetragen, da er sich von dem Willkürregime der letzten Jahre unter Domitian nicht abgesetzt habe. Plinius selbst zeichnet in seinem Briefwerk denn auch eher das Bild eines streng geheimen Widerstands, der auch in der Privatsphäre nur mit äußerster Vorsicht zur Sprache kam. In einem der Briefe steht die Erinnerung an Krankheit und Tod des väterlichen Freundes Corellius Rufus im Mittelpunkt. Rufus litt an schwerer Gicht, die sich von den Füßen her schließlich auf alle Glieder ausbreitete. „Ich besuchte ihn einmal zur Zeit Domitians, als er in seinem Landhaus krank darniederlag. Die Sklaven zogen sich aus dem Zimmer zurück; dies war bei ihm so üblich, wenn einer seiner vertrauten Freunde zu ihm kam. Ja sogar seine Frau, obgleich in alle Geheimnisse eingeweiht, verließ uns. Er blickte um sich und sagte: ‚Warum, glaubst du, ertrage ich diese schrecklichen Schmerzen so lange? – Doch wohl weil ich diesen Schurken wenigstens um einen Tag überleben möchte.’“
So zeigt Plinius, dass seine und seiner Senatskollegen ausdrückliche Abrechnung mit dem seit 92 von Domitian ausgeübten Terror die Beseitigung dieses Herrschers voraussetzte. In den Jahren zuvor habe es sich beim Senat um eine ängstlich verstummte Versammlung gehandelt, die entweder für Nichtigkeiten oder zur Begehung groben Unrechts einberufen wurde und der ein ebenso lächerliches wie trauriges Los beschieden war. Sich und seinen Briefpartner Aristo bezieht Plinius ausdrücklich ein, wenn er von Übelständen schreibt, die man über viele Jahre miterlebt habe, „wodurch unser Geist auch für die Folgezeit abgestumpft, gebrochen und zermürbt worden ist“.

„Die Knechtschaft der Vergangenheit hat wie über andre schöne Traditionen, so auch über die Rechte des Senats den Schleier der Vergessenheit gebreitet. Wie wenige bringen doch die Geduld auf, lernen zu wollen, was sie später nicht gebrauchen können! Nimm noch hinzu, daß es nicht leicht ist zu behalten, was man gelernt hat, wenn man nicht in Übung bleibt. Deshalb fand uns die Wiederkehr der Freiheit unvorbereitet und unerfahren, und begeistert von ihrer Süße [dulcedine], sehen wir uns gezwungen, manches zu tun, ehe wir etwas davon verstehen.“

In einem anderen Brief betont Plinius allerdings auch eine eigene aktive Rolle in der Opposition gegen eine von Domitians Willkürmaßnahmen, mit der dieser die Philosophen 88/89 und 93/94 aus Rom ausweisen ließ. Obwohl bereits sieben seiner eigenen Freunde hingerichtet oder verbannt worden waren, habe er, Plinius, sogar zur Zeit seiner besonderen Exponiertheit als Prätor seinen auch zu den Ausgewiesenen zählenden Freund Artemidoros, den Schwiegersohn des von ihm bewunderten Stoikers Musonius, in dessen Haus außerhalb Roms einen Besuch abgestattet und ihm mit einem zinslosen Darlehen finanziell aus der Klemme geholfen, während andere vermögende Freunde zögerten.
Als Suffektkonsul behauptete Plinius im Jahre 100, er habe seine Ämterlaufbahn unterbrochen, als Domitian seinen „Hass auf die Guten“ (odium bonorum) bekannt habe. In der Forschung wird dies mal als Halbwahrheit, mal als glatte Lüge angesehen und darauf hingewiesen, dass Plinius sich in den eigenen erhaltenen Publikationen über sein letztes Amt unter Domitian, die inschriftlich belegte praefectura aeraris militaris, ausschweige. Dies begründet den Verdacht, Plinius habe gezielt unterschlagen wollen, dass er Domitians Gunst noch bis in das letzte Jahr von dessen Prinzipat besaß. Moderater urteilt Beutel, der in Plinius dem Jüngeren zwar keinen Mann des offenen Widerstands sieht, aber einen der Opposition gegen Domitian nahestehenden. Sein Verhalten als „Mitläufer“ war folglich „für die wahren ‚Widerstandskämpfer’ nicht so anstößig, daß die Verbindung mit ihnen Schaden gelitten hätte.“
Nach der Ermordung Domitians vollzog der Senat einen demonstrativen Bruch mit diesem Herrscher, indem er dessen Namen ächtete (Damnatio memoriae). Plinius der Jüngere setzte darüber hinaus eigene Akzente bezüglich der Abrechnung mit dieser Vergangenheit, wie er in der veröffentlichten Briefsammlung unterstreicht. Denn es bot sich ihm nun die günstige Gelegenheit, „Schuldige zu verfolgen, ihre Opfer zu rächen und damit die Aufmerksamkeit auf sich zu ziehen.“ Bei der Schilderung seines diesbezüglichen Vorstoßes im Senat setzt Plinius dramatische Akzente und hebt seine persönliche Risikobereitschaft beim Eintreten für Gerechtigkeit hervor. Denn unter seinen Senatskollegen wollten viele im Jahre 97 mit der gerade glücklich überstandenen Vergangenheit nicht mehr konfrontiert werden und reagierten ablehnend, als Plinius eine Änderung der Tagesordnung zwecks Anklage gegen einen zunächst ungenannten Senator beantragte. Man riet ihm im Vertrauen unter anderem, es sich in der noch ungeklärten politischen Gesamtlage nicht mit möglichen Anwärtern auf die Kaiserwürde zu verderben. Desto eindrucksvoller fiel dann angeblich der Umschwung aus, als Plinius nach zwischenzeitlicher Verhandlung anderer Materie in seiner Sache zu Wort kam und die Anklage gegen Publius Certus formulierte, den er als Drahtzieher bei der Verurteilung des Senatskollegen Helvidius Priscus im Jahre 93 herausstellte. Das Todesurteil gegen ihn und andere führende Oppositionelle wurde laut Plinius als das grauenhafteste Verbrechen überhaupt in der Ära Domitians angesehen. Noch ohne dass der Name Publius Certus gefallen war, verteidigte eine Reihe von Senatsmitgliedern ihn vorbeugend, während zwei andere die Klage der geschädigten Familienmitglieder des Helvidius unterstützten, die nun aus der Verbannung zurück waren und von denen Plinius sich ein zusätzliches Mandat verschafft hatte.

„Als ich an der Reihe bin, erhebe ich mich, fange an […], antworte jedem einzelnen. Sonderbar, mit welcher Spannung, welchem Beifall sie alles aufnehmen, die eben noch protestiert hatten; solch ein Umschwung wurde durch die Bedeutung des Falles, durch den Erfolg meiner Rede oder die Festigkeit des Klägers herbeigeführt. Als ich fertig bin, versucht Veiento zu antworten. Niemand läßt ihn zu Wort kommen; man unterbricht ihn, überschreit ihn…“

Die Vergangenheit unter Domitian wird zwar nur in einigen seiner Briefe thematisiert, sie blieb aber für Plinius ständig aktuell, denn er kam während des gesamten Publikationszeitraums immer wieder darauf zurück. Dabei benutzte er die Briefsammlung sowohl als Mittel der autobiographischen Stilisierung als auch um Politik in eigener Sache zu betreiben. Er suchte aber in der Verbindung von Vergangenheitsbezügen und aktuellen politischen Fragen auch politisch-moralisch auf die Zeitgenossen einzuwirken.

## Panegyriker und Befürworter eines neuen Herrschaftsprinzips
Die von Plinius in der Phase nach der Beseitigung Domitians und in den Anfängen der Herrschaft Trajans eingenommene politische Grundhaltung zielte darauf, den Senat als ein maßgebliches Entscheidungsorgan römischer Politik wiederherzustellen. Das Vorbild dafür war nicht in einer der früheren Phasen des Prinzipats zu finden, wie Beutel zeigt, auch nicht bei Augustus, sondern beim Senat des republikanischen Roms. Im Panegyricus begrüßte Plinius den Kaiser Trajan unter anderem als Neubegründer politischer Freiheit (libertas) und Sicherheit (securitas). Nach dem Vortrag im Senat hat Plinius seine Lobrede für Trajan noch schriftlich weiter ausgearbeitet und dann in dreitägiger Lesung Freunden vorgetragen. Dies berichtet er in einem Brief, in dem er Sinn und Zweck seines Panegyricus einleitend darlegt:

„Mein Konsulat hat mir die Pflicht auferlegt, im Namen des Staates dem Prinzeps zu danken. Als ich das im Senat, der Sitte gemäß, wie Ort und Zeit es erforderten, getan hatte, meinte ich, ein guter Staatsbürger müsse sich besonders verpflichtet fühlen, alles das weiter ausgeführt und reicher ausgestattet in einer Schrift zusammenzufassen, einmal, um unserm Kaiser seine Tugenden in ehrlichem Lob vor Augen zu führen, sodann auch, um zukünftige Fürsten nicht gerade in schulmeisterlichem Tone, aber doch durch das Vorbild vorweg daran zu erinnern, auf welchem Wege sie am besten nach gleichem Ruhme streben könnten. Denn Anweisungen geben, wie ein Prinzeps beschaffen sein müsste, ist zwar eine schöne Aufgabe, aber beschwerlich oder wohl auch vermessen; doch den besten Prinzeps zu loben und damit seinen Nachfolgern wie von einer Warte ein Licht zu zeigen, dem sie folgen können, erfüllt ebenso den Zweck und hat nichts Anmaßendes an sich.“

Den Vorgang der Adoption Trajans durch Nerva stilisierte Plinius zu einer Wahl des Princeps durch das Volk und den Senat sowie vor allem durch die Götter. Dabei handle es sich um die Wahl des Besten unter allen dafür überhaupt Qualifizierten. Zu den Eigenschaften, die Plinius an Trajan rühmt und die dessen besondere Eignung zum Herrscher unterstreichen sollen, gehören etwa Gerechtigkeitssinn, Pflichtbewusstsein, Mäßigung, Besonnenheit und Selbstbeherrschung (iustitia, pietas, modestia, moderatio, disciplina). Dergestalt sei Trajan fähig seine Stellung im Rahmen der Gesetze und im Einvernehmen mit dem Senat auszufüllen. Indem Plinius auf diese Weise Trajan als mustergültigen Kaiser vorstellt, sucht er ihn zugleich an die so definierte Rolle zu binden und als maßgebliches Vorbild der künftigen Herrscher festzulegen. Mit dem auf Trajan bezogenen, aber über ihn hinaus in die Zukunft zielenden Entwurf eines Herrscherideals wird Plinius für Beutel zum Mentor eines neu auszugestaltenden Prinzipats:

„Die Adoption und ihre Auslegung als Wahl eines Princeps aus den Reihen der Senatoren durch die Senatoren zeigt sich so als wichtiger Bestandteil der Plinianischen Staatskonzeption, da es Plinius durch diese Interpretation eines in der Geschichte des Principats nicht einmaligen Vorganges gelingt, das politische Gewicht des Senats aufzuwerten und die Macht des Princeps zumindest scheinbar zu beschränken. Erst durch die Adoption kann Plinius seinen Entwurf vom Principat als Staatsamt und die Position des Princeps als primus inter pares theoretisch fundieren.“

Bei den politischen Aussagen des Plinius im Panegyricus handelt es sich jedoch vornehmlich um programmatische Wunschvorstellungen im Sinne der angestrebten Rückgewinnung von Entscheidungskompetenzen für den Senat, nicht also um eine Wirklichkeitsbeschreibung. Statt republikanischer Freiheit beziehungsweise der von Plinius propagierten libertas senatus herrschte tatsächlich die libertas Augusti, „die Freiheit, die der Kaiser seinem Volk gewährt“. Der real bescheidenen eigenen Wirkungsmöglichkeiten war sich Plinius denn auch in der Folge bewusst:

„Auch unsere Briefe sollten etwas nicht ganz Gewöhnliches, Unbedeutendes, nur auf Privatangelegenheiten Beschränktes enthalten! Freilich hängt alles vom Willen des Einen ab, der zu allgemeinem Nutzen allein die Mühen und Sorgen für uns alle auf sich genommen hat; aber es rieseln doch aus dieser segenspendenden Quelle wohlabgemessen auch zu uns ein paar Rinnsale, die wir selbst ausschöpfen und unseren Freunden in der Ferne gleichsam brieflich kredenzen können.“

Das im Panegyricus – wie auch in den Historien des Tacitus – fassbare neue Prinzipatsideal führte also nicht zu einem politischen Wiedererstarken des Senats, sondern wirkte eher in umgekehrter Richtung: „Das letzte Resultat der Adoptionsideologie war nichts Geringeres als die endgültige Ausschaltung des Senats aus der Nachfolgeregelung. Ihm blieb künftig eine rein akklamatorische Funktion.“ Plinius der Jüngere und Tacitus waren demnach die letzten bedeutenden, aber vergeblichen Verfechter senatorischer Gestaltungsmacht in der römischen Politik. Mit Tacitus endete die römische Aufarbeitung der Vergangenheit in Form der Geschichtsschreibung. Nach ihm wurde die Herrscherbiographie zum Kern kaiserzeitlicher Historiographie.

## Persönliche Ambitionen und private Lebensführung
Worauf es Plinius in seinem öffentlichen Erscheinen und in seiner privaten Lebensführung besonders ankam, war die Sorge für den eigenen Nachruhm, die er in den publizierten Briefen mal ganz direkt zum Thema machte, mal als Motiv deutlich erkennen ließ. So schrieb er:

„Der eine hält diesen, der andere jenen für den glücklichsten Menschen, ich den, der sich schon im Voraus des Genusses eines guten und dauernden Rufes erfreut und, der Nachwelt sicher, in seinem künftigen Ruhme lebt.“

Optimale Voraussetzungen für diese Art von Glück besaß nach seiner Ansicht, wer sich sowohl durch Taten für das Gemeinwesen auszeichnete als auch bedeutende Schriftwerke hinterließ. Vor allem bei Cicero sah er das als beispielhaft gegeben, während er es für die eigene Gegenwart angesichts des souveränen Prinzeps nicht mehr in gleicher Weise möglich ansah:

„Um so mehr wollen wir diese kurze Spanne der flüchtigen Zeit, die uns beschieden ist, wenn sie nicht Großtaten gewidmet wird – die Gelegenheit dazu liegt ja nicht in unserer Hand –, jedenfalls mit geistiger Arbeit verlängern, und weil uns nun einmal ein langes Leben versagt ist, etwas hinterlassen, das davon zeugt, daß wir gelebt haben.“

Je weniger die politischen Verhältnisse dem Einzelnen noch Chancen für herausragende staatsmännische Leistungen boten, desto mehr war das Streben nach dem Überleben in der Nachwelt, waren die „immortalitas-Bemühungen“, wie Bütler meint, „in die Studierstube zurückverwiesen“. In dieser Hinsicht war Plinius allerdings an mehreren Orten zum Teil äußerst komfortabel ausgestattet. So berichtet er ausführlich von einem Anwesen in der Toskana am Fuß des Apennin:

„Auf der Rückseite des Hauses sieht man den Apennin, aber ziemlich weit entfernt; von ihm erhält es, auch an ganz klaren, ruhigen Tagen, eine Brise, die jedoch nicht übertrieben scharf, sondern gerade durch den weiten Weg schwach und gebrochen ist. Der Hauptteil schaut nach Süden und lädt die Sonne – im Sommer von Mittag an, im Winter etwas früher – gleichsam ein, unter eine breite, etwas vorspringende Säulenhalle zu kommen. Von dieser gelangt man in viele Gemächer, sogar in ein Atrium nach alter Art. […] An der anderen Ecke der Säulenhalle liegt, dem Speisezimmer gegenüber, ein sehr großer Raum; die einen Fenster blicken auf die Terrasse, die andern auf die Wiese, aber vorher noch auf den Fischteich, der unter den Fenstern liegend dazu dient, Ohr und Auge zu erfreuen; denn das aus der Höhe herabspringende Wasser schäumt weißlich, wenn es im Marmorbecken aufgefangen wird. Dieser Raum ist im Winter sehr warm, da der Sonne sehr ausgesetzt. Ein Heizraum ist angebaut, und bei bedecktem Himmel kann die hineingeleitete Wärme die Sonne ersetzen. Anschließend folgt der geräumige und freundliche Auskleideraum für das Bad, dann das Kaltwasserbad mit einem großen, schattigen Becken. Will man mehr Platz oder wärmeres Wasser zum Schwimmen, ist im Hof ein Teich; daneben eine Zisterne, mit deren Wasser man sich wieder abkühlen kann, hat man von der Wärme genug. […] Du kennst jetzt die Gründe, warum ich meinen Besitz in der Toskana den Villen in Tusculum, in Tivoli und in Praeneste vorziehe. Denn zu all dem, worüber ich berichtete, kommt dort noch die tiefere und ungestörtere und deshalb sorgenfreiere Ruhe. Kein Zwang, die Toga anzulegen, kein lästiger Mensch in der Nachbarschaft; alles ist friedlich und still, was ebenso zur Gesundheit der Gegend beiträgt wie das mildere Klima, wie die reinere Luft. Dort befindet sich mein Geist, dort mein Körper in bester Verfassung. Denn mit wissenschaftlicher Tätigkeit halte ich den Geist, mit der Jagd den Körper in Schwung.“

Als lohnendstes Feld für Studien und eine ruhmreiche schriftliche Hinterlassenschaft erschien Plinius die Geschichtsschreibung, „weil es mich vor allem schön dünkt, diejenigen nicht der Vergessenheit anheim fallen zu lassen, die ein Recht auf Unsterblichkeit haben, und den Ruhm anderer mit dem eigenen zu verbreiten. […] Die Redekunst nämlich und die Dichtkunst haben nur geringes Ansehen, wenn sie nicht von höchster Vollendung des Ausdrucks sind; Geschichte, sie mag geschrieben sein, wie sie will [quoque modo scripta], erfreut.“
Das Vorbild des Onkels, der zwei vielbändige Geschichtswerke verfasst hatte, sporne ihn noch weiter an. Aber letztlich könne er doch nur eins von beidem: seine vielen bedeutenden Fälle vor Gericht für die Nachwelt so aufbereiten, dass seine Plädoyers nicht mit seinem Tod in Vergessenheit gerieten, oder sich an die Geschichte wagen. Zwar hätten Redekunst und Geschichtsbetrachtung vieles gemeinsam, aber auch manches Gegensätzliche. Während vor Gericht oft Unwürdiges zur Sprache komme, widme sich der Historiker dem Kostbaren und Erhabenen. Es würden dafür jeweils andere Worte, ein anderer Ton und Aufbau gebraucht. Im Sinne des Thukydides komme es doch sehr darauf an, ob etwas als dauernder Besitz in Form der geschichtlichen Erfahrung anzulegen sei oder als eine auf den Moment gerichtete Glanzleistung. Plinius ermunterte seinen Ansprechpartner Capito schließlich, ihm angesichts vorhandener Zweifel einen passenden historischen Stoff zur Bearbeitung vorzuschlagen, hat aber letztlich kein solches Projekt umgesetzt.
Mit seinen Briefpublikationen hat Plinius einen anderen Weg gefunden, das eigene Überleben in der Nachwelt zu sichern, und zwar als erster Privatbriefe veröffentlichender Vertreter der europäischen Briefliteratur und in diesem Rahmen als „der erste Verfasser einer Autobiographie im eigentlichen Sinne“. Dabei ist sein Bemühen, sich selbst ins rechte Licht zu rücken, unverkennbar. Teils ausführlich hebt Plinius die eigene Freigebigkeit hervor und rechtfertigt schriftliche Reflexionen darüber:

„Denn damit erreichte ich zunächst einmal, dass ich bei ehrenwerten Gedanken verweilte, sodann auch, daß ich bei längerer Beschäftigung mit ihnen ihre ganze Schönheit entdeckte und mich schließlich gegen die Reue, die Begleiterin jedes spontanen Geschenks, wappnete, woraus dann eine gewisse Übung in der Verachtung des Geldes erwuchs. Alle Menschen fühlen sich ja von Natur dazu verpflichtet, ihr Geld zusammenzuhalten; mich befreite die ausgiebig und lange erwogene Liebe zur Freigebigkeit von den gemeinen Banden des Geizes, und meine Munifizenz [Großzügigkeit] mußte um so lobenswerter erscheinen, als sie nicht einer Laune, sondern reiflicher Überlegung entsprang.“

Seine Spender- und Stifterfreude erstreckte sich unter anderem auf den Unterhalt bedürftiger Kinder, auf die Mitfinanzierung von Rhetoriklehrern, auf Bau und Unterhalt einer öffentlichen Bibliothek, die Restauration eines Ceres-Heiligtums und die Finanzierung eines Tempelbaus sowie auf Entschuldungsmaßnahmen und Förderstipendien in seinem privaten Umfeld. Als Voraussetzung für die anderen erwiesene Großzügigkeit gibt Plinius Maßhalten und Wirtschaftlichkeit bei der Führung des eigenen Haushalts an. Für die gewaltigen Summen, die er verschenkt hat, standen ihm außer diversen Erbschaften aber nur die Erträge der eigenen Güter als Quelle zur Verfügung. Deren Umfang ist entsprechend anzusetzen.
Seinen Tageslauf bei einem Sommeraufenthalt auf dem toskanischen Landgut begann er dem eigenen Bericht nach mit dem Morgengrauen, indem er ganz in Ruhe und ungestört über seine anstehenden Schreibarbeiten nachdachte, dann seinen Schreiber rief und ihm diktierte. Im Verlauf des Vormittags setzte er die nämliche Betätigung im Freien fort und auch bei Ausfahrten im Wagen.

„Die Anspannung dauert fort, gerade durch den Wechsel belebt. Ein wenig schlafe ich wieder, dann gehe ich spazieren, später lese ich eine griechische oder lateinische Rede laut und angespannt, nicht so sehr der Stimme als der Verdauung wegen; doch wird zugleich auch jene gestärkt. Dann gehe ich wieder spazieren, salbe mich, treibe Gymnastik und bade. Wenn ich während des Essens mit meiner Frau und wenigen Freunden zusammen bin, wird ein Buch vorgelesen; nach dem Essen tritt ein Schauspieler oder Lyraspieler auf, nachher mache ich mit meinen Leuten, unter denen auch Gebildete sind, einen Spaziergang. So wird unter verschiedenen Gesprächen der Abend ausgedehnt, und obschon es ein sehr langer Tag war, ist er schnell zu Ende.“

In seinem publizistischen Bemühen, sich selbst positiv in Szene zu setzen, griff Plinius mitunter zu der Variante, Dritte für ein günstiges Urteil über ihn heranzuziehen. Wo er den vormaligen Konsul Corellius Rufus als den würdigsten, unanfechtbarsten und feinsinnigsten aller Zeitgenossen hervorhebt, fügt er an, dass dieser ihn bereits als noch ganz jungen Mann wie einen Gleichaltrigen, ja selbst mit Hochachtung behandelt habe. Bei Tacitus dagegen machte er wenig Umstände, ihn für den eigenen Nachruhm in Anspruch zu nehmen:

„Mein lieber Tacitus, Ich ahne es, und meine Ahnung täuscht mich nicht, daß Deine Geschichtswerke unsterblich sein werden; um so mehr – ich will es offen gestehen – wünsche ich, einen Platz darin zu finden. Denn wenn wir dafür zu sorgen pflegen, daß unsere Gesichtszüge nur von den besten Künstlern wiedergegeben werden, müssen wir dann nicht wünschen, daß unseren Taten ein Schriftsteller und Lobredner zuteil werde, der Dir gleicht?“

Was er Tacitus anträgt, als Ruhmestat in sein Werk aufzunehmen, ist die Unterstützung, die Plinius seinem Senatskollegen Herennius Senecio vor den Konsuln eindrucksvoll gewährte, als der von Baebius Massa in einer auch für Plinius gefährlichen Weise angefeindet wurde. „Sogar der unter die Götter erhobene Nerva“, gibt Plinius dem Tacitus zu wissen, „wünschte in einem an mich gerichteten, höchst ehrenvollen Schreiben nicht nur mir, sondern auch unserem ganzen Jahrhundert Glück, daß ihm ein Beispiel […], würdig der alten Zeiten, zuteil geworden sei.“
Tacitus ist der von Plinius in seinen Briefpublikationen unter allen am häufigsten angesprochene Adressat. Seine Fähigkeiten bewundert er, ihm sucht er als Jüngerer nachzueifern, einerseits als „der Nächste in weitem Abstand“ [longo intervallo], doch andererseits auf eine Stufe mit ihm sich stellend:

„Um so mehr freue ich mich, daß wenn von Literatur die Rede ist, wir zusammen genannt werden, dass mein Name denen, die über Dich sprechen, sofort in den Sinn kommt. […] Ja Du mußt es bemerkt haben, daß wir sogar in Testamenten – außer der Verstorbene war zufällig mit einem von uns ganz besonders befreundet – die gleichen Legate, und zwar zusammen erhalten. Dies läuft alles darauf hinaus, daß wir uns gegenseitig noch inniger lieben sollen, wenn uns wissenschaftliche Tätigkeit, Charakter, Ruf und endlich der Letzte Wille der Leute mit soviel Banden umschlingen.“

Auch als zum Scherzen aufgelegter Ratgeber bietet er sich Tacitus an:

„Du wirst lachen und Du darfst lachen: Ich – Du kennst mich ja – habe drei Eber, und zwar Prachtstiere gefangen. […] Ich saß bei den Netzen; ganz in der Nähe lagen nicht Jagdspieß oder Lanze, sondern Griffel und Notizbüchlein; ich sann über etwas nach und schrieb es mir auf, um, wenn schon leere Hände, doch wenigstens volle Seiten zurückzubringen. Diese Arbeitsweise ist gar nicht zu verachten. Es ist eigentümlich, wie der Geist durch körperliche Tätigkeit und Bewegung angeregt wird; nur schon ringsum die Wälder, die Einsamkeit und gerade diese Stille, die zur Jagd gehört, laden gar sehr zum Denken ein. Also, wenn Du jagen gehst, nimm nach meinem Beispiel Brotkorb und Feldflasche, aber auch ein Notizbüchlein mit! Du wirst die Erfahrung machen, daß nicht nur Diana in den Bergen umherschweift, sondern auch Minerva.“

Wenn Plinius aber nicht an Tacitus schreibt, sondern über ihn, ist von freundschaftlicher Vertrautheit und herausragender Wertschätzung weniger die Rede. Ludolph spricht von einem wohlberechneten Vorgehen des Plinius diesem bedeutendsten Konkurrenten gegenüber.
Für seine alten Tage nahm Plinius sich den mehrfachen Konsul Vestricius Spurinna zum Vorbild, den er als 77-jährigen Ruheständler gut bei Kräften und vielfältig aktiv erlebte, unter anderem mit einem regelmäßigen Morgenspaziergang von drei Meilen, anschließenden Gesprächen oder Lektüren, einer Ausfahrt im Wagen sowie dem Verfassen lyrischer Gedichte im Arbeitszimmer. Vor dem Nachmittagsbad gab es noch einen Spaziergang sowie eine Phase intensiver Bewegung beim Ballspiel. Bis zum Essen wurde vorgelesen, und bis in die Nacht blieb man in geselliger Runde beisammen. – Ein solches Leben wünsche er sich, schreibt Plinius, und nehme es in Gedanken vorweg, während ihn derzeit noch unzählige Geschäfte aufrieben. Doch auch darin gebe ihm Spurinna ein Beispiel, denn auch der habe, „solange es mit Ehren geschehen konnte, seine Pflichten erfüllt, Ämter bekleidet, Provinzen verwaltet und sich mit viel Arbeit diese Muße verdient.“

## Statthalter Trajans in Bithynien

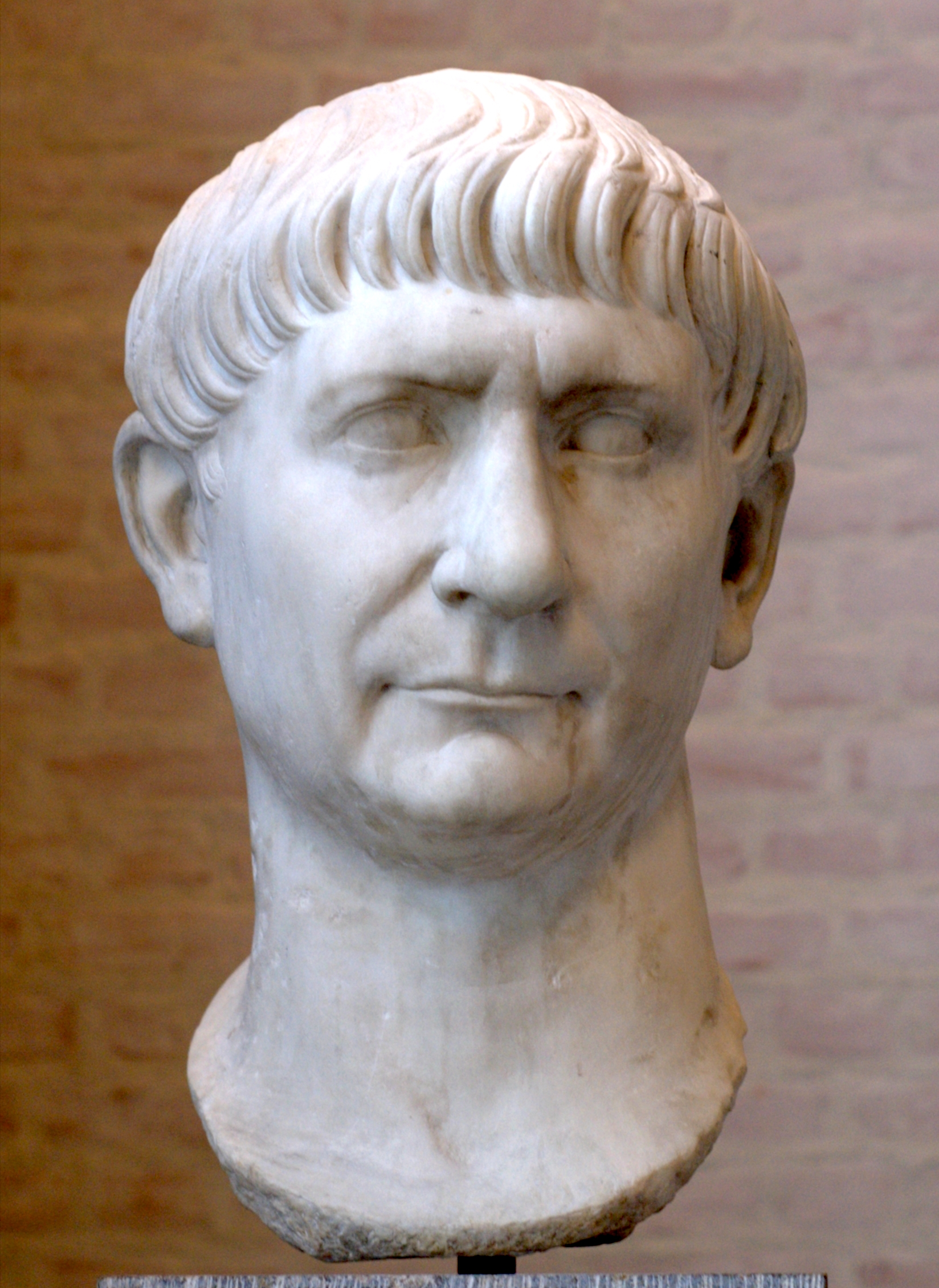
Trajan, Kopf einer überlebensgroßen Statue, Glyptothek, München

Als Endvierziger wurde Plinius der Jüngere von Kaiser Trajan im Jahr 111 zum außerordentlichen Statthalter der Provinz Bithynien und Pontus (lat.: legatus pro praetore provinciae Ponti et Bithyniae consulari potestate) ernannt und mit Sondervollmachten ausgestattet. Bis dahin hatte die Verwaltung dieser Provinz in den Händen des Senats gelegen, der dort nach dem Muster der republikanischen Zeit jährlich wechselnde Prokonsuln hatte amtieren lassen. Dabei waren zuletzt gehäuft Missstände aufgetreten, speziell in der Finanzordnung der Städte. Als vormaliger Verantwortlicher für die Staatskasse konnte Plinius besonders geeignet erscheinen, diesbezüglich wieder für geordnete Verhältnisse zu sorgen. Wo andere versagt hatten, bot sich ihm nun die Chance, als persönlicher Beauftragter des Kaisers eine offenbar wichtige Aufgabe im Osten des Römischen Reiches zu übernehmen. Nachdem er am 17. September 111 dort eingetroffen war, bereiste er von seinem Stammquartier in Nicaea oder Nicomedia aus seinen neuen Zuständigkeitsbereich in mehreren Etappen.
Hauptsächlich aus dieser Tätigkeit des Plinius als eines mit bestimmten Erwartungen ausgewählten und mit Sondervollmachten ausgestatteten Provinzstatthalters hat sich eine Briefsammlung völlig anderer Art erhalten, als sie die literarisch ambitionierten Briefpublikationen der Bücher I bis IX darstellen. Das erst nach Plinius’ Tod unter unklaren Umständen von unbekannter Seite veröffentlichte zehnte Buch enthält nicht nur die brieflichen Anfragen des Plinius an Kaiser Trajan, sondern zumeist auch dessen Antworten.
Dabei präsentiert sich Plinius im Vergleich zu den selbst publizierten Briefen auf ganz andere Art. Während er in jenen oft in der Rolle des weisen Ratgebers anzutreffen ist, sucht er nun selbst laufend Rat und Rückversicherung. Offenbar kommt es ihm darauf an, in dieser wichtigen Mission nichts falsch zu machen, um Ruf und Ansehen an höchster Stelle nicht auf das Spiel zu setzen. „Pedantische Gewissenhaftigkeit“ und „eklatante Entscheidungsschwäche“ werden ihm dafür nicht nur in der neueren Forschung teilweise kritisch bescheinigt. Schon in den kaiserlichen Antwortschreiben an Plinius ist gelegentlich ein mahnender Unterton hinsichtlich der nötigen Wahrnehmung eigener Entscheidungskompetenzen und bezüglich der Nutzung der vor Ort vorhandenen Mittel und Fachkräfte enthalten.
Als Plinius dem Kaiser von einem äußerst kostspieligen Theaterneubau in Nicaea berichtet, der wegen zweifelhaften Untergrunds und gravierender Risse in der Substanz nicht vorankomme, zudem von einem Gymnasium, an dessen Statik gezweifelt werde, sowie von einem öffentlichen Bad enormer Ausmaße in Claudiopolis, das an fragwürdigem Ort aus kaiserlichen Stiftungsmitteln errichtet werde, und schließlich darum bittet, einen Architekten zu schicken, erhält er zur Antwort:

„Was man wegen des Theaters, das in Nikaea begonnen wurde, tun muß, wirst Du an Ort und Stelle am besten beurteilen und entscheiden können. Mir wird es genügen, Nachricht zu erhalten, zu welchem Entschluß Du gekommen bist. […] Was man den Einwohnern von Claudiopolis wegen ihres Bades, das sie, wie Du schreibst, an einem so wenig günstigen Ort begonnen haben, raten soll, wirst Du selbst entscheiden müssen. An Architekten kann es Dir nicht fehlen. Es gibt keine Provinz, die nicht erfahrene und geschickte Leute besitzt; glaube nur nicht, es gehe schneller, von Rom solche zu schicken, da sie ja auch zu uns in der Regel aus Griechenland kommen.“

Bei anderer Gelegenheit bekommt Plinius auf seine Anfrage zu lesen, sein zögerliches Handeln sei unangebracht, da er den Vorsatz Trajans sehr wohl kenne, „nicht durch Furcht und Schrecken bei den Menschen oder durch Prozesse wegen Majestätsbeleidigung meinem Namen Achtung zu verschaffen“. Noch in einem der letzten überlieferten Schreiben Trajans an Plinius wird dieser in seiner Einschätzung zwar bestätigt, dass übergroßen privaten Festgesellschaften und dem damit verbundenen finanziellen Aufwand gegenzusteuern sei; doch wird daran der Hinweis geknüpft, er sei doch für diese Funktion mit seiner Klugheit ausgewählt worden, „damit Du selbst Maßnahmen zur Regelung des Verhaltens der dortigen Provinzialen träfest und Verfügungen erließest, die sich zur dauernden Beruhigung dieser Provinz als nützlich erweisen sollen.“
Allerdings gibt es auch Beispiele für Anfragen, bei denen die von Plinius unterbreiteten Vorschläge in Rom nicht auf Zustimmung stoßen und sich zeigt, dass die Rückvergewisserung höheren Orts angeraten ist. Als Plinius einmal das Problem der Platzierung staatlicher Kreditmittel zum üblichen Zinssatz von 12 % schildert und anfragt, ob besser der Zinsfuß zu senken oder den Gemeinderatsmitgliedern (Decurionen) Zwangsanleihen aufzuerlegen seien, erwidert Trajan:

„Ich sehe selbst keinen andern Ausweg, mein lieber Secundus, als daß man den Zinsfuß senkt, damit die Gemeindegelder leichter angelegt werden können. Das Ausmaß dieser Senkung wirst Du nach der Menge derer bestimmen, die ein Darlehen suchen. Die Leute gegen ihren Willen zur Annahme eines Darlehens zu zwingen, das für sie selbst vielleicht nur totes Kapital sein würde, entspricht nicht dem Rechtsgefühl unserer Zeit. [non est ex iustitia nostrorum temporum]“

Der bekannteste Teil überhaupt der Plinius-Briefe betrifft seine Anfrage im Hinblick auf das Vorgehen gegen Christen:

„Gerichtsverhandlungen gegen Christen habe ich noch nie beigewohnt; deshalb weiß ich nicht, was und wieweit man zu strafen oder zu untersuchen pflegt. Ich war auch ziemlich unsicher, ob das Lebensalter einen Unterschied bedingt, oder ob ganz junge Menschen genauso behandelt werden wie Erwachsene, ob der Reuige Verzeihung erfährt oder ob es dem, der überhaupt einmal Christ gewesen ist, nichts hilft, wenn er es nicht mehr ist, ob schon der Name ‚Christ‘, auch wenn keine Verbrechen vorliegen, oder nur mit dem Namen verbundene Verbrechen bestraft werden.
Vorerst habe ich bei denen, die mir als Christen angezeigt wurden, folgendes Verfahren angewandt. Ich habe sie gefragt, ob sie Christen seien. Wer gestand, den habe ich unter Androhung der Todesstrafe ein zweites und drittes Mal gefragt; blieb er dabei, ließ ich ihn abführen. Denn mochten sie vorbringen, was sie wollten – Eigensinn und unbeugsame Halsstarrigkeit glaubte ich auf jeden Fall bestrafen zu müssen. Andre in dem gleichen Wahn Befangene habe ich, weil sie römische Bürger waren, zur Überführung nach Rom vorgemerkt.“

Anonym als Christen Denunzierte lud Plinius vor und entschied ihr Schicksal jeweils danach, ob sie dem Bildnis Trajans und den herbeigeschafften Statuen der traditionellen römischen Götter Weihrauch und Wein zu opfern bereit waren, Christus dagegen schmähten, oder nicht. Auch wer angab, sich vom christlichen Glauben abgekehrt zu haben, wurde von Plinius verschont, wenn die verlangten Opfer erbracht wurden. Es handle sich, meinte er, wohl um nicht mehr als um einen maßlosen Aberglauben. Der hohen Verbreitungstendenz dieses ansteckenden Aberglaubens in Städten und Dörfern könne, wie neuere Beobachtungen zeigten, aber doch wohl erfolgreich gegengesteuert werden. Angesichts der Vielzahl der Angeklagten habe er weitere Verfahren zunächst ausgesetzt, um den Rat des Kaisers einzuholen. In dem berühmten Reskript Trajans heißt es:

„Du hast, mein Secundus, bei der Prüfung der Fälle derjenigen, die Dir als Christen angezeigt worden waren, die richtige Haltung eingenommen. Man kann nämlich nichts allgemein Gültiges aufstellen, das gleichsam eine feste Regel bildete. Aufspüren soll man sie nicht; wenn sie angezeigt und überführt werden, soll man sie bestrafen, doch so, daß demjenigen, der leugnet, ein Christ zu sein, und dies durch die Tat offenbar macht, das heißt, indem er unseren Göttern opfert – mag er in der Vergangenheit noch so verdächtig gewesen sein –, auf Grund seiner Reue Verzeihung gewährt wird. Anonyme Schriften aber dürfen bei keiner Anklage berücksichtigt werden. Denn das ist ein sehr schlechtes Beispiel und unseres Jahrhunderts nicht würdig [nam et pessimi exempli nec nostri saeculi est].“

Im dritten Jahr von Plinius’ Statthalterschaft bricht der Briefverkehr plötzlich ab. Es ist daher anzunehmen, dass er während seiner Tätigkeit im Amt verstorben ist.

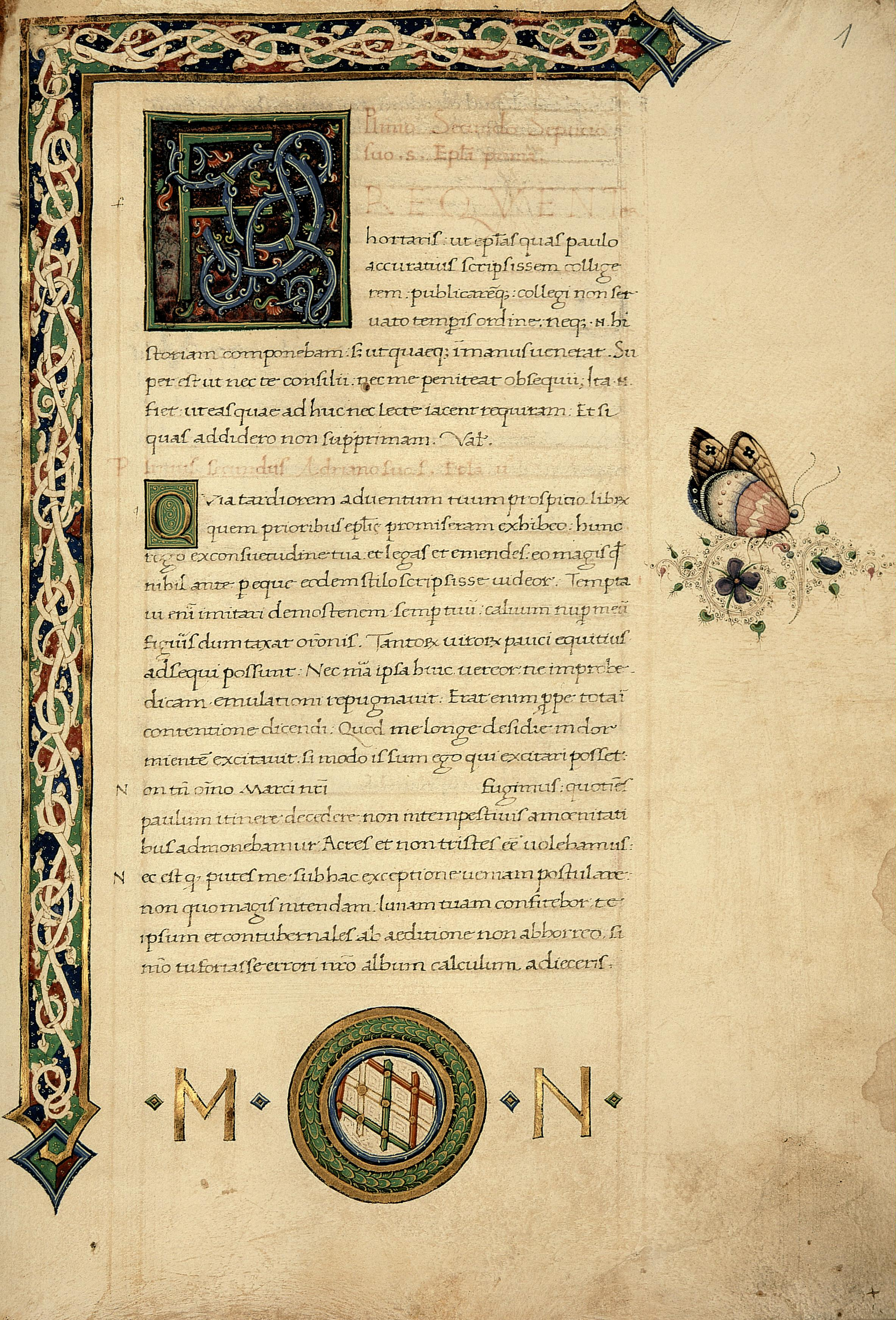
Der Anfang der Briefe des Plinius in der Handschrift Cesena, Biblioteca Malatestiana, Ms. S.XX.2, fol. 1r (15. Jahrhundert)

## Der Publizist und sein Werk
Plinius schrieb unter anderem mit 14 Jahren eine griechische Tragödie und einige Gedichte, deren Text allerdings nicht überliefert ist. Unter Kaiser Nerva veröffentlichte er eine Anzahl der von diesem gehaltenen Reden, nach einer eigenständigen Überarbeitung und Erweiterung. Diese sind jedoch ebenfalls nicht erhalten.
Reden und Briefe bilden den Kern des überlieferten öffentlichen Wirkens von Plinius dem Jüngeren. Dies waren seinerzeit verwandte Betätigungsformen, „denn der Brief gehört zur literarischen Produktion, ist also wie alle antike Literatur Teil der Rhetorik.“
Die Quellen, aus denen sich die literarische Briefproduktion des Plinius speist, sind vielfältig und kaum genau zu identifizieren. Nach Bütler wurden in den Briefen wie im Panegyricus „zahllose Gedanken und Vorstellungen aufgegriffen, deren Urheber sich heute nicht mehr bestimmen lassen, die herrenlos vom Strom der Überlieferung mitgetragen wurden und damals längst zum allgemeinen Bildungsschatz gehörten.“ Eine besondere Rolle spielten dabei die Moraltheorie der Stoa und der „Populärdiatribe“. „Von einem Autor“, so Bütler, „welchem die Gedanken derart frei von allen Seiten her zufließen, darf in einer Zeit des Synkretismus auf sämtlichen Lebensgebieten keine festgefügte, in sich geschlossene Weltanschauung erwartet werden: er führt an, was er gerade braucht, ohne sich über die Herkunft jedes Mal Rechenschaft zu geben.“ Manche Widersprüchlichkeit der von Plinius im Laufe seiner Korrespondenz eingenommenen Standpunkte liege wohl in der Briefform begründet; schließlich handle es sich nicht um ein zusammenhängendes Ganzes, sondern um eine Sammlung von Stücken, die je von unterschiedlichsten Stimmungen und Umständen geprägt seien.

## Trivia
Nach dem jüngeren Plinius ist der Asteroid des äußeren Hauptgürtels (3226) Plinius benannt.

## Textausgaben, Kommentare und Übersetzungen
- Heribert Philips, Marion Giebel (Hrsg.): Plinius: Epistulae / Sämtliche Briefe. Lateinisch-Deutsch. 3. durchges. und korr. Aufl. Stuttgart 2014 (= Reclams Universal-Bibliothek), ISBN 978-3-15-018742-5.
- Patrick G. Walsh (Übers.): Pliny the Younger: Complete Letters. Oxford u. a. 2009 (= Oxford World’s Classics)
- Helmut Kasten (Hrsg.): Plinius: Briefe. Lateinisch-Deutsch. 7., durchgesehene Auflage. Artemis & Winkler, Zürich 1995 (= Sammlung Tusculum), ISBN 3-7608-1577-4.
- Betty Radice (Hrsg.): Pliny: Letters. Lateinisch-Englisch, 2 Bde., Cambridge (MA) 1969. (Loeb Classical Library)
- Adrian N, Sherwin-White: The Letters of Pliny. A historical and social commentary. Clarendon Press, Oxford 1966.
- Roger A. B. Mynors (Hrsg.): C. Plini Caecili Secundi epistularum libri decem. Ed. correctior, Oxford 1966 (= Oxford Classical Texts).
- Mauriz Schuster (Hrsg.): C. Plini Caecili Secundi epistularum libri novem. Epistularum ad Traianum liber. Panegyricus. 3. Auflage. Leipzig 1958. (= Bibliotheca Teubneriana). Nachdruck, hrsg. von Rudolf Hanslik: Teubner, Stuttgart/Leipzig 1992, ISBN 3-8154-1657-4.
- Werner Krenkel (Hrsg.): Plinius der Jüngere – Briefe in einem Band. Aufbau-Verlag Berlin und Weimar 1984 (= Bibliothek der Antike, Römische Reihe).

### Übersichtsdarstellungen
- Michael von Albrecht: Geschichte der römischen Literatur von Andronicus bis Boethius und ihr Fortwirken. Band 2. 3., verbesserte und erweiterte Auflage, De Gruyter, Berlin 2012, ISBN 978-3-11-026525-5, S. 969–979.
- Michèle Ducos: Plinius Caecilius Secundus (C.). In: Richard Goulet (Hrsg.): Dictionnaire des philosophes antiques. Bd. 5, Teil 1, CNRS Éditions, Paris 2012, ISBN 978-2-271-07335-8, S. 871–876.
- Roy Gibson: Man of High Empire. The Life of Pliny the Younger. Oxford University Press, Oxford 2020, ISBN 978-0-19-994819-2.

### Untersuchungen
- Frank Beutel: Vergangenheit als Politik. Neue Aspekte im Werk des jüngeren Plinius (= Studien zur klassischen Philologie. Band 121). Lang, Frankfurt am Main u. a. 2000, ISBN 3-631-36103-3 (zugleich Dissertation, Universität Freiburg 1998).
- Hans-Peter Bütler: Die geistige Welt des jüngeren Plinius. Studien zur Thematik seiner Briefe (= Bibliothek der klassischen Altertumswissenschaften. Neue Folge, Reihe 2, Band 38). Winter, Heidelberg 1970 (zugleich Dissertation, Universität Zürich 1967).
- Luigi Castagna, Eckard Lefèvre (Hrsg.): Plinius der Jüngere und seine Zeit (= Beiträge zur Altertumskunde. Bd. 187). Saur, München/Leipzig 2003, ISBN 3-598-77739-6.
- Matthias Ludolph: Epistolographie und Selbstdarstellung. Untersuchungen zu den ‚Paradebriefen’ Plinius des Jüngeren (= Classica Monacensia. Band 17). Narr, Tübingen 1997, ISBN 3-8233-4876-0 (zugleich Dissertation, Universität München 1996).
- Margot Neger: Epistolare Narrationen. Studien zur Erzähltechnik des jüngeren Plinius (= Classica Monacensia. Band 56). Narr Tübingen 2021, ISBN 978-3-8233-8345-1 (zugleich Dissertation "summa cum laude", LMU München 2011).
- Sven Page: Der ideale Aristokrat. Plinius der Jüngere und das Sozialprofil der Senatoren in der Kaiserzeit (= Studien zur Alten Geschichte. Band 24). Verlag Antike, Heidelberg 2015, ISBN 978-3-938032-95-4 (zugleich Dissertation, Technische Universität Darmstadt 2012).
- Katrin Schwerdtner: Plinius und seine Klassiker. Studien zur literarischen Zitation in den Pliniusbriefen (= Beiträge zur Altertumskunde. Band 340). Berlin u. a., De Gruyter 2015, ISBN 978-3-11-041740-1 (zugleich Dissertation, Universität Trier 2014).

### Rezeption
- Mayako Forchert: „Der römische Gartenstyl“ im Historismus. Gustav Meyers formale Gestaltung und seine Rekonstruktion der Villa Tuscum von Plinius d. J. In: Die Gartenkunst 11 (1/1999), S. 123–130.
- Louis Cellauro: Classical Pradigms: Pliny the Younger’s Hippodrome at his Tuscan Villa and Renaissance Gardens. In: Die Gartenkunst 17 (1/2005), S. 73–89.
- Charlotte Kempf: Plinius der Jüngere (Gaius Caecilius Plinius Secundus minor), Epistulae. In: Christine Walde (Hrsg.): Die Rezeption der antiken Literatur. Kulturhistorisches Werklexikon (= Der Neue Pauly. Supplemente. Band 7). Metzler, Stuttgart/Weimar 2010, ISBN 978-3-476-02034-5, Sp. 727–738.